# Liebesinsel (Bodenmeer)
Liebesinsel (Duits voor 'liefdeseiland') is een klein, onbewoond eiland in het Bodenmeer, Duitsland.
Het bevindt zich in de Zeller See, een meer in de Untersee, wat weer deel uitmaakt van het Bodenmeer. Liebesinsel valt onder het natuurreservaat van het schiereiland Mettnau, dat ongeveer 200 meter ten noorden van Liebesinsel ligt. Mettnau is onderdeel van de gemeente Radolfzell am Bodensee.
De oppervlakte van Liebesinsel werd geschat op 2.100 tot 2.200 m². Op 16 januari 2012 vond er een nieuw onderzoek plaats waarbij het eiland nauwkeuriger werd opgemeten. Volgens dat onderzoek heeft Liebesinsel een oppervlakte van 2.620 m², een lengte van 97 meter en een breedte van 15 tot 42 meter.
Tijdens de oorspronkelijke kadastrale opmeting van de regio van 1867 tot 1871 werd Liebesinsel voor het eerst opgemeten. Het werd weergegeven als een onregelmatig vierkant, met een geschatte oppervlakte van 2 morgens en 150 vierkante roeden, wat meer dan het dubbele is van de werkelijke oppervlakte.

## Galerij

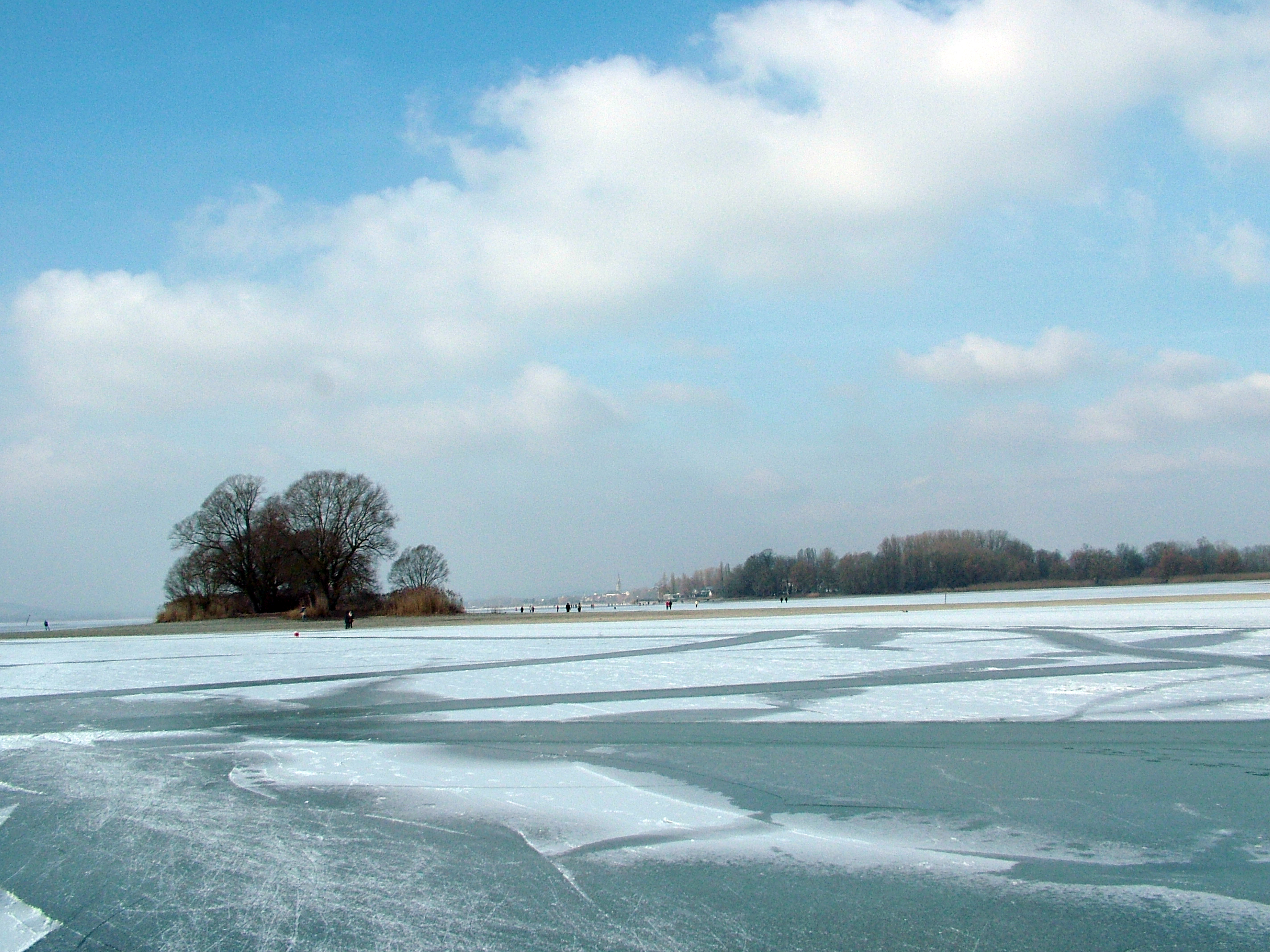
Liebesinsel en Mettnau in de winter, 2006.
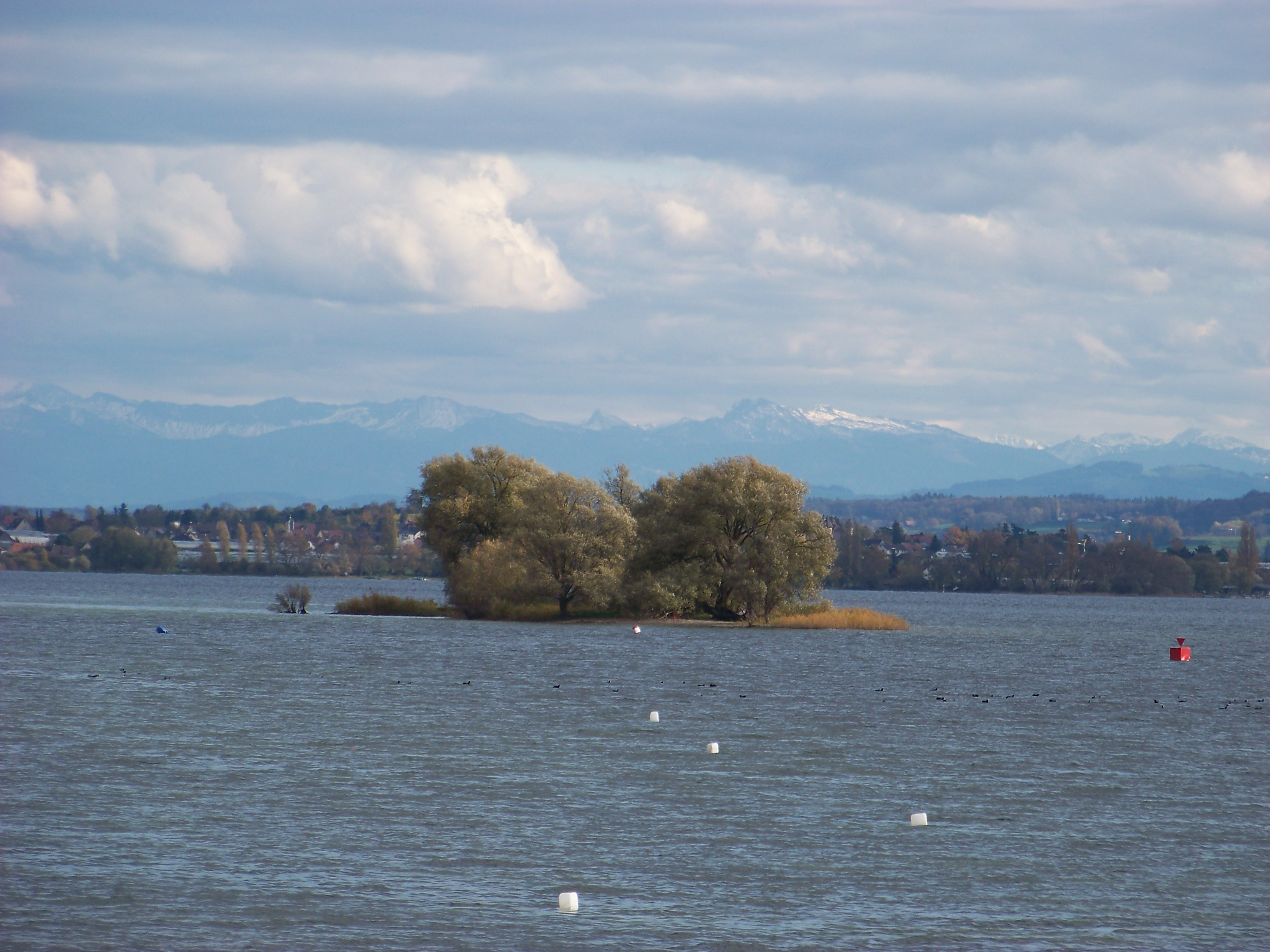
Liebesinsel, met op de achtergrond de Alpen, 2014.
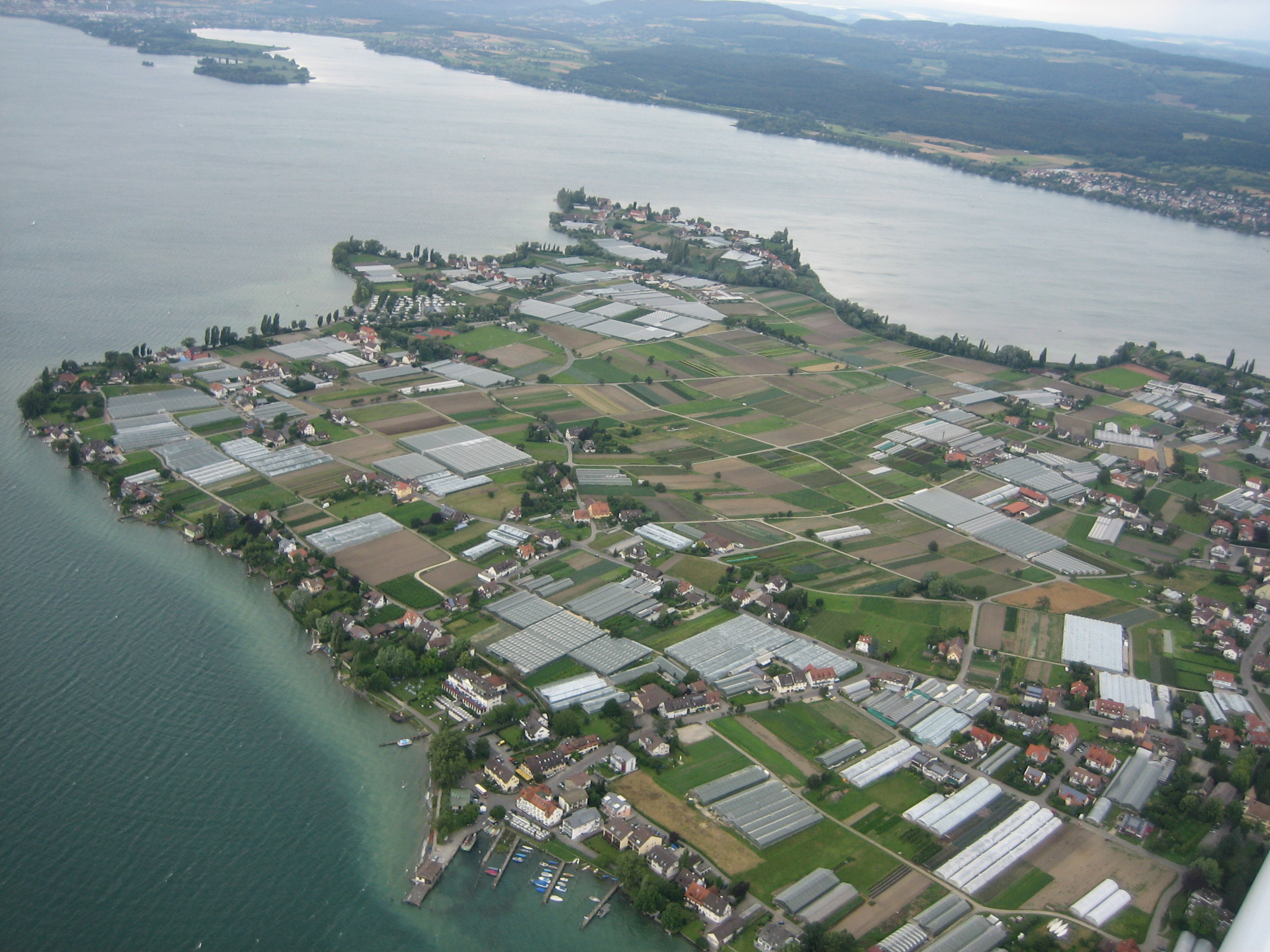
Luchtfoto van het westelijke deel van Reichenau, met op de achtergrond Mettnau en links daarvan het kleine Liebesinsel.